# Dettenheim (Badenia-Wirtembergia)
Dettenheim – miejscowość i gmina w Niemczech, w kraju związkowym Badenia-Wirtembergia, w rejencji Karlsruhe, w regionie Mittlerer Oberrhein, w powiecie Karlsruhe, wchodzi w skład wspólnoty administracyjnej Graben-Neudorf. Leży nad Renem, ok. 18 km na północ od Karlsruhe.